# Sint-Bernarduskerk (Ubachsberg)
De Sint-Bernarduskerk is een kerkgebouw in Ubachsberg in de Nederlands Zuid-Limburgse gemeente Voerendaal. De kerk ligt aan de hoofdstraat door het dorp: de Kerkstraat, richting het oosten naar Huls en richting het noordwesten naar Colmont/Voerendaal. Ten zuiden van de kerk ligt het Bernardusplein. Ten oosten en zuiden van de kerk ligt het kerkhof.
De kerk is een rijksmonument en is gewijd aan H. Bernardus.
Naast de kerk staat een Heilig Hartbeeld.

## Geschiedenis
In 1841 werden het schip en de toren gebouwd naar een ontwerp van Jean Dumoulin. In dat jaar werd Ubachsberg een zelfstandige parochie. Voor die tijd was Ubachsberg onderdeel van de parochie St. Laurentius in Voerendaal.
In 1924 vond er een uitbreiding plaats van de kerk naar het ontwerp van architect Beursgens te Sittard. Daarbij werden een transept en een koor in neoromaanse stijl gebouwd.

## Opbouw
Het gebouw bestaat uit een ingebouwde westtoren, een eenbeukig schip, een transept en een koor. De kerk is deels uit rode baksteen en deels uit Kunradersteen opgetrokken. De verwerking van deze Kunradersteen is in dit opzicht enigszins bijzonder. De vijf kanten (vier metselzijdes en binnenkant) zijn gezaagd zodat deze glad zijn en de stenen nauw op elkaar aansluiten. De zesde kant, de buitenste zijde, is ruw gekapt. Dit geeft de kerk een bijzondere aanblik vanuit architectonisch opzicht.